# Tiên Lữ
Tiên Lữ là một huyện nằm ở phía nam tỉnh Hưng Yên, Việt Nam.

## Địa lý
Huyện Tiên Lữ nằm ở phía nam của tỉnh Hưng Yên, nằm cách thành phố Hưng Yên khoảng 10 km, cách trung tâm thủ đô Hà Nội khoảng 60 km, cách trung tâm thành phố Hải Phòng khoảng 84 km, có vị trí địa lý:
- Phía đông giáp huyện Phù Cừ
- Phía tây giáp thành phố Hưng Yên và huyện Kim Động
- Phía nam giáp huyện Hưng Hà, tỉnh Thái Bình
- Phía bắc giáp huyện Ân Thi.

Huyện Tiên Lữ có diện tích 78,57 km², dân số năm 2020 là 93.554 người, mật độ dân số đạt 1.191 người/km².

### Địa hình
Huyện Tiên Lữ nằm ở trung tâm đồng bằng Bắc Bộ và là vùng trũng của tỉnh, có địa hình thấp dần từ Bắc xuống Nam, từ Tây sang Đông. Độ cao của đất xen nhau, đây là một trong những yếu tố gây không ít khó khăn cho công tác thủy lợi phục vụ phát triển sản xuất nông nghiệp.

### Khí hậu
Huyện nằm trong vùng khí hậu nhiệt đới gió mùa, từ tháng 5 đến tháng 10 nhiệt độ trung bình từ 24 - 27 °C, đây là mùa có nhiều mưa bão, ảnh hưởng đến phát triển sản xuất, đặc biệt trong lĩnh vực nông nghiệp. Từ tháng 11 đến tháng 4 năm sau, nhiệt độ trung bình hàng năm từ 18 - 24 °C. Độ ẩm tương đối hàng năm là 86%. Lượng mưa trung bình từ 1680 - 1730mm, có năm lượng mưa trên 2000mmm (do vị trí địa lý nên lượng mưa thường cao hơn các huyện phía bắc tỉnh từ 100 - 200mm và tập trung vào các tháng 8, 9).

### Tài nguyên đất
Huyện có diện tích đất tự nhiện 11.510 ha, trong đó diện tích đất nông nghiệp là 6.293,68 ha; diện tích đất nông nghiệp bình quân đầu người của huyện là 549 m². Thổ nhưỡng chủ yếu là đất phù sa được bồi và đất phù sa không được bồi. Đất phù sa được bồi phân bổ chủ yếu ở vùng ngoài đê ven sông Luộc, hàng năm được phù sa bồi đắp nên đất đai màu mỡ, thích hợp trồng các loại cây công nghiệp ngắn ngày, cây lương thực và hoa màu. Nhìn chung, điều kiện khí hậu và đất đai của Tiên Lữ thuận lợi cho việc phát triển nông nghiệp đa dạng, với nhiều loại cây trồng.

### Thủy văn
Huyện nằm kề hai con sông Hồng và sông Luộc, hợp lưu giữa sông Hồng - sông Luộc - sông Thái Bình tạo nên ngã ba Tuần Vường. Ngoài ra còn các sông cổ được hình thành từ xa xưa là sông Càn Đà nối tiếp với sông Cửu An đổ ra Cửa Gàn,... cùng hệ thống sông đào làm thành hệ thống thủy lợi đảm bảo nguồn nước cung cấp cho sản xuất nông nghiệp và công nghiệp.
Ngoài ra, trên địa bàn huyện còn có các con sông nhỏ là chi nhánh của sông Luộc là: sông Nghĩa Lý là danh giới tự nhiên giữa hai xã Lệ Xá và Trung Dũng.

## Hành chính
Huyện Tiên Lữ có 11 đơn vị hành chính cấp xã trực thuộc, bao gồm thị trấn Vương (huyện lỵ) và 10 xã: An Viên, Cương Chính, Hải Thắng, Hưng Đạo, Lệ Xá, Nhật Tân, Thiện Phiến, Thủ Sỹ, Thụy Lôi, Trung Dũng.

## Lịch sử
Thế kỷ thứ X, Ngô Quyền đánh tan quân Nam Hán, dừng chân tại nơi đây và sau này có hai xã được đặt tên: Ngô Quyền, thị trấn Vương.
Thời Tiền Lê nằm trong Khoái Lộ. Thời nhà Lý chia cả nước thành 24 lộ, thuộc lộ Khoái Châu. Đời Trần Thái Tông (năm Nhâm Tý 1252) gọi là huyện Tiên Hoa thuộc phủ Khoái Châu. Thời Hậu Lê gọi là huyện Tiên Lữ phủ Khoái Châu. Năm Quang Thuận thứ 10 (1469) là huyện Tiên Lữ thuộc Sơn Nam.
Năm Cảnh Hưng thứ hai (1741), huyện Tiên Lữ thuộc phủ Khoái Châu vùng Sơn Nam Thượng.
Thời Nguyễn năm 1831, tỉnh Hưng Yên được thành lập, huyện Tiên Lữ thuộc phủ Tiên Hưng.
Năm 1890, thành lập tỉnh Thái Bình, huyện Thần Khê chuyển về tỉnh Thái Bình, phủ Tiên Hưng còn lại 4 huyện: Tiên Lữ, Phù Cừ, Duyên Hà, Hưng Nhân.
Năm Thành Thái thứ 6 (1894), chuyển huyện Tiên Lữ, Phù Cừ về phủ Khoái Châu.
Năm 1947, chuyển huyện Văn Giang thuộc tỉnh Bắc Ninh về tỉnh Hưng Yên quản lý, lúc này huyện Tiên Lữ là một trong 9 huyện của tỉnh Hưng Yên.
Trong hai cuộc kháng chiến chống thực dân Pháp và đế quốc Mỹ, quân và dân huyện Tiên Lữ đã huy động toàn bộ sức người, sức của cho tiền tuyến. Qua hai cuộc kháng chiến, toàn huyện có 25.000 thanh niên lên đường nhập ngũ. Đã có 3.236 liệt sĩ, 1.751 thương binh, bệnh binh, 111 bà mẹ Việt Nam Anh hùng, 6 Anh hùng lực lượng vũ trang, 1 Anh hùng lao động.
Ngày 27 tháng 1 năm 1968, hợp nhất tỉnh Hải Dương và tỉnh Hưng Yên thành tỉnh Hải Hưng và huyện Tiên Lữ thuộc tỉnh Hải Hưng.

### Từ năm 1976 đến nay
Ngày 11 tháng 3 năm 1977, Hội đồng Chính phủ ban hành Quyết định 58-CP về việc hợp nhất hai huyện Phù Cừ và Tiên Lữ thành huyện Phù Tiên.
Ngày 7 tháng 10 năm 1995, Chính phủ ban hành Nghị định 57-CP
thành lập thị trấn Vương, thị trấn huyện lỵ huyện Phù Tiên trên cơ sở một phần diện tích và dân số của xã Ngô Quyền và xã Dị Chế.
Ngày 6 tháng 11 năm 1996, Quốc hội ban hành Nghị quyết  về việc chia tỉnh Hải Hưng thành 2 tỉnh Hải Dương và Hưng Yên và huyện Phù Tiên thuộc tỉnh Hưng Yên.
Ngày 24 tháng 2 năm 1997, Chính phủ ban hành Nghị định 17-CP về việc chia huyện Phù Tiên thành hai huyện Phù Cừ và Tiên Lữ.
Huyện Tiên Lữ có 11.304 ha diện tích tự nhiên và 132.555 nhân khẩu gồm 22 đơn vị hành chính trực thuộc là các xã: Lệ Xá, Minh Phương, Cương Chính, Trung Dũng, Thuỵ Lôi, Đức Thắng, Hải Triều, An Viên, Dị Chế, Ngô Quyền, Hưng Đạo, Nhật Tân, Trung Nghĩa, Liên Phương, Thủ Sĩ, Thiện Phiến, Phương Chiểu, Tân Hưng, Hồng Nam, Hoàng Hanh, Quảng Châu và thị trấn Vương.
Năm 1999, huyện Tiên Lữ được Đảng và Nhà nước tặng thưởng danh hiệu Anh hùng lực lượng vũ trang nhân dân; một số xã cũng được tặng thưởng danh hiệu này là: Hưng Đạo, Hải Triều, Thiện Phiến, Lệ Xá, Nhật Tân, Dị Chế.
Ngày 23 tháng 9 năm 2003, Chính phủ ban hành Nghị định 108/2003/NĐ-CP về việc  sáp nhập các xã Trung Nghĩa, Liên Phương, Hồng Nam, Quảng Châu vào thị xã Hưng Yên quản lý.
Huyện Tiên Lữ còn lại 9.242 ha diện tích tự nhiên và 104.072 nhân khẩu; có 18 đơn vị hành chính trực thuộc gồm các xã: Hưng Đạo, Ngô Quyền, Nhật Tân, Dị Chế, Lệ Xá, An Viên, Đức Thắng, Trung Dũng, Hải Triều, Thủ Sĩ, Thiện Phiến, Thụy Lôi, Cương Chính, Minh Phương, Phương Chiều, Tân Hưng, Hoàng Hanh và thị trấn Vương.
Ngày 6 tháng 8 năm 2013, Chính phủ ban hành Nghị định 95/NQ-CP về việc sáp nhập các xã Tân Hưng, Phương Chiểu, Hoàng Hanh vào thành phố Hưng Yên quản lý.
Huyện Tiên Lữ còn lại 7.841,50 ha và 83.039 nhân khẩu; có 15 đơn vị hành chính cấp xã, gồm thị trấn Vương và 14 xã: Hưng Đạo, Ngô Quyền, Nhật Tân, An Viên, Dị Chế, Hải Triều, Đức Thắng, Thụy Lôi, Lệ Xá, Trung Dũng, Cương Chính, Minh Phượng, Thiện Phiến, Thủ Sỹ.
Ngày 24 tháng 10 năm 2024, Ủy ban Thường vụ Quốc hội ban hành Nghị quyết số 1248/NQ-UBTVQH15 về việc sắp xếp đơn vị hành chính cấp xã của tỉnh Hưng Yên giai đoạn 2023–2025 (nghị quyết có hiệu lực từ ngày 1 tháng 12 năm 2024). Theo đó:
- Sáp nhập xã Minh Phượng vào xã Cương Chính
- Sáp nhập hai xã Đức Thắng và Hải Triều thành xã Hải Thắng
- Sáp nhập hai xã Ngô Quyền và Dị Chế vào thị trấn Vương.

Từ đó, huyện Tiên Lữ có 1 thị trấn và 10 xã như hiện nay.

## Kinh tế - xã hội
Kinh tế nông nghiệp là chủ yếu ở Tiên Lữ. Hiện nay, ngoài trồng lúa nước, một số gia đình còn trồng thêm nhãn lồng và chế biến thành long nhãn, như là một ngành kinh tế phụ,hầu hết các xã trong huyện đều có nghề phụ như: Nội viên có nghề cháng bánh đa, Thủ sỹ có nghề đan Đó và Dọ rất lâu đời.

### Làng nghề
Tiên Lữ cùng với Ân Thi, Phù Cừ là huyện thuần nông, thu nhập thấp, nghề phụ ít, dịch vụ chưa phát triển nhiều. Các làng nghề, nghề phụ, làm đặc sản tại một số địa phương trong huyện:
- Làng nghề bánh đa Nội Mai (An Viên)
- Làm mành ở Đa Quang (thị trấn Vương)
- Chế biến nhãn làm long nhãn Ba Hàng (Thủ Sỹ)
- Đan đó, đụt, lờ, rọ Nội Lăng (Thủ Sỹ)
- Làng nghề đan đó nơm đụt Tất Viên (Thủ Sỹ)
- Làng nghề vận tải thủy Nội Lễ (An Viên)
- Trồng củ ấu một số làng phía Đông Nam
- Ếch om Phượng Tường (Nhật Tân)
- Giò chả, giò bì phố Xuôi (Thụy Lôi)
- Nghề trồng hoa thôn Thụy Lôi (Thụy Lôi).

Tháng 1/2004, dân số của huyện Tiên Lữ là 104.072 người; trong đó nữ là 54.773 người. Là huyện thuần nông, huyện Tiên Lữ có tỷ lệ dân số nông thôn tương đối cao (93,8%). Dân số thành thị ở mức thấp (6,2%); số người trong độ tuổi lao động 46% dân số, trong đó 97% số lao động trong độ tuổi có việc làm.
Cấp điện: Hiện nay 100% số xã, thôn trong huyện có điện, số hộ sử dụng điện đạt 99%.

## Giao thông
Huyện có Quốc lộ 38B chạy từ tây sang đông, tuyến giao thông quan trọng nối giữa thủ phủ tỉnh Hưng Yên với huyện Phù Cừ đi tỉnh Hải Dương. Quốc lộ 39A dài 10 km nối tiếp sang tỉnh Thái Bình. Đường nối cao tốc Hà Nội Hải – Phòng và Cầu Giẽ Ninh Bình. Đường 200 tỉnh lộ mốc từ cảng Triều Dương qua trung tâm huyện đi huyện Ân Thi. TL. 376: TT. Vương – Phố Xuôi. TL. 378: Đê Tả Sông Luộc. Các tuyến huyện lộ 90. Có đường thủy sông Hồng dài 6 km và sông Luộc dài 12 km cùng với hệ thống các sông khác tạo thành hệ thống giao thông đường thủy quan trọng đi Hà Nội, Hải Phòng, Quảng Ninh,...

## Danh nhân
- Đào Công Soạn: Tể tướng nhà Lê
- Hoàng Hoa Thám: lãnh tụ chống Pháp.